# Tony Crook
Thomas Anthony Donald „Tony“ Crook (* 16. Februar 1920 in Manchester; † 21. Januar 2014) war ein Automobilrennfahrer und langjähriger Inhaber des englischen Kleinserien-Automobilherstellers Bristol Cars Ltd. Im Zweiten Weltkrieg war er Pilot der Royal Air Force.

## Leben
Crook wurde 1920 als Kind wohlhabender Eltern in Manchester geboren. Als er sechs Jahre alt war, starb sein Vater. Als ihn sein Kindermädchen, um ihn abzulenken, für einige Zeit nach Southport brachte, sah er sein erstes Autorennen. Nach eigener Darstellung entwickelte Crook bereits hier den Wunsch, selbst Automobilrennfahrer zu werden. Crook erfuhr eine Schulausbildung in Bristol und studierte in den späten 1930er-Jahren an der Cambridge University.
Während des Zweiten Weltkriegs diente Crook in der Royal Air Force. Er flog Einsätze in Afrika und nahm an der Luftschlacht um England teil. Noch während des Krieges begann Crook, mit Automobilen zu handeln. Er beschaffte in dieser Zeit Fahrzeuge, die er mit Gewinn an die Air Force weiterverkaufte. Dieses Geschäft baute er nach Kriegsende zu einem florierenden Unternehmen aus. Bereits 1946 hatte er Kontakt zur Bristol Aeroplane Company und deren neu gegründeter Automobilsparte, deren erster Händler er wurde.
Crook war seit 1943 verheiratet. Er hatte eine Tochter (Carole Crook), die in den 1960er Jahren für Bristol Cars arbeitete.

## Tony Crook als Rennfahrer

### „Der begabte Amateur“
Bereits 1946 begann Crook, Rennen zu fahren. Mit einem Frazer-Nash gewann er in Gransden Lodge im Juni 1946 das erste Rundstreckenrennen, das nach dem Zweiten Weltkrieg auf englischem Boden ausgetragen wurde. Bis 1955 bestritt er insgesamt etwa 400 Automobilrennen und galt zu dieser Zeit als einer der aktivsten britischen Amateurpiloten. Ab 1950 ging er bevorzugt mit Sechszylindermotoren von Bristol an den Start, bei denen es sich um Nachbauten von BMW-Aggregaten handelte. Mit einem solchen Fahrzeug platzierte er sich 1951 beim renommierten Einladungsrennen von Goodwood auf dem zweiten Rang hinter dem deutlich höher eingestuften Mike Hawthorn. Dies mag ihn bewogen haben, sich ebenfalls wie Hawthorn in der Formel 1 zu versuchen.

### Formel-1-Versuche und Ausklang der Rennsportkarriere
Crook verfolgte seine Rennfahrerkarriere nur semiprofessionell, da seine geschäftlichen und familiären Verpflichtungen für ihn vorrangig waren. Er nahm daher nur an einzelnen Rennen der Fahrerweltmeisterschaft teil. Amédée Gordini bot ihm 1952 ein Cockpit im Gordini-Werksteam an; Crook lehnte allerdings aus terminlichen Gründen ab.
In der Formel-1-Saison 1952 startete er beim britischen Grand Prix in Silverstone in einem eigenen Frazer-Nash-Bristol und in der folgenden Saison an gleicher Stelle mit einem Cooper-Alta T 24. Bei beiden Rennen ging er von Startplatz 25 aus ins Rennen. Da er bei seinem ersten Start innerhalb des sehr großen Fahrerfeldes mit zehn Runden Rückstand nur den 21. Platz belegte und 1953 wegen eines technischen Defektes an der Einspritzpumpe bereits in der ersten Runde ausschied, beschloss er, sich wieder den niedrigen Formelklassen zuzuwenden, und kaufte einen Cooper Mk II, mit dem er sich bei Sportwagenrennen Duelle unter anderem mit seinem Freund Roy Salvadori lieferte. Bei einem Unfall beim 9-Stunden-Rennen von Goodwood 1955 wurde Crook so schwer verletzt, dass er zwei Wochen im Krankenhaus lag. Danach nahm er nicht mehr an Rennen teil.

## Bristol Cars

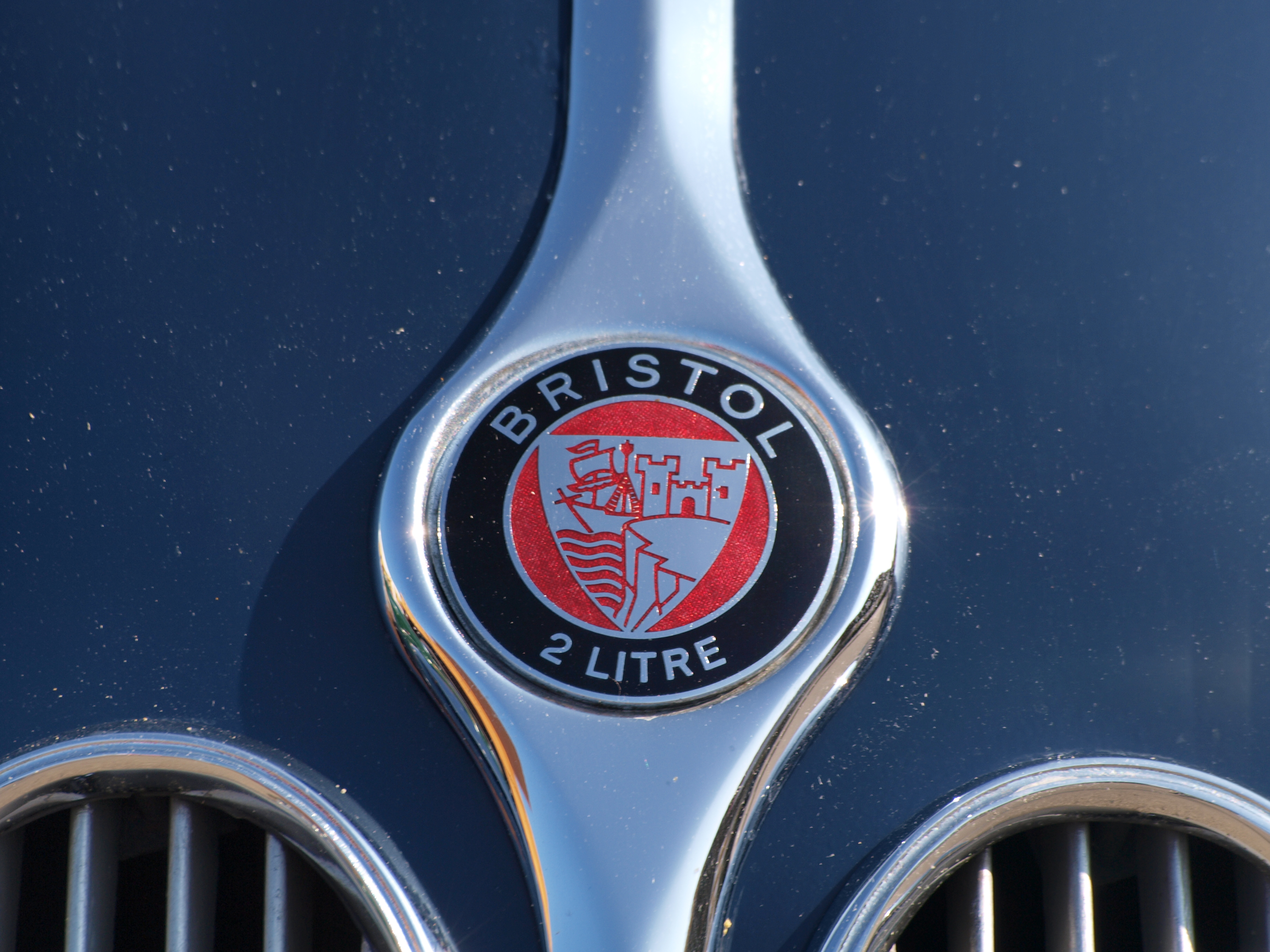
Logo von Bristol Cars

Seit 1946 war Tony Crook hauptberuflich Autohändler. Der Sitz des Unternehmens befand sich zunächst in Caterham, einer Gemeinde in der Grafschaft Surrey, später unterhielt Anthony Crook Motors Ltd. auch eine Niederlassung in London. Crook begann mit einer Ford-Vertretung; bald kamen Marken wie Bristol, Aston Martin und Simca hinzu. In den 1950er-Jahren war Crook der größte Bristol-Händler Großbritanniens und nahm regelmäßig Einfluss auf die Entwicklung künftiger Bristol-Modelle. Zu dieser Zeit übernahm er auch die britische Zagato-Vertretung. Daraus entstanden einige exklusive Sondermodelle Bristols wie etwa der 406 GT Zagato und später der Bristol 412.
1960 löste Crook zusammen mit Sir George White, einem Enkel des Gründers des Flugzeugherstellers Bristol Aircraft, die Automobilabteilung aus dem Konzern heraus und etablierte sie als Bristol Cars Ltd. White, der 1969 bei einer Kollision von seinem Bristol 411 mit dem Lieferwagen einer Wäscherei schwer verunglückte, verkaufte 1973 seine Firmenanteile an Crook, der damit Alleineigentümer der Firma wurde.
Crook führte Bristol Cars in den folgenden 28 Jahren allein. 2001 verkaufte er das Unternehmen an Toby Silverton und die Tavistock Group, einer privaten Investmentgesellschaft, die dem britischen Milliardär Joe Lewis gehörte, der zur damaligen Zeit Silvertons Schwiegervater war. Tony Crook blieb einstweilen in leitender Funktion beim Unternehmen. Silvertons Einstieg ermöglichte dem seit den 1990er Jahren finanziell angeschlagenen Unternehmen die Entwicklung neuer Modelle, u. a. des Bristol Blenheim Series 3 und des Hochleistungssportwagens Bristol Fighter. Mitte 2007 wurde Crook „wegen unüberbrückbarer Gegensätze die Zukunft von Bristol Cars betreffend“ entlassen. Dreieinhalb Jahre später wurde das Insolvenzverfahren über Bristol Cars eröffnet.

## Statistik

### Statistik in der Automobil-Weltmeisterschaft

#### Gesamtübersicht
| Saison | Team       | Chassis     | Motor          | Rennen | Siege | Zweiter | Dritter | Poles | schn. Rennrunden | Punkte | WM-Pos. |
| ------ | ---------- | ----------- | -------------- | ------ | ----- | ------- | ------- | ----- | ---------------- | ------ | ------- |
| 1952   | Tony Crook | Frazer-Nash | BMW 2.0 L6     | 1      | −     | −       | −       | −     | −                | −      | NC      |
| 1953   | Tony Crook | Cooper T20  | Bristol 2.0 L6 | 1      | −     | −       | −       | −     | −                | −      | NC      |
| Gesamt | Gesamt     | Gesamt      | Gesamt         | 2      | −     | −       | −       | −     | −                | −      |         |

#### Einzelergebnisse
| Saison | 1 | 2 | 3 | 4  | 5   | 6 | 7 | 8 | 9 |
| ------ | - | - | - | -- | --- | - | - | - | - |
| 1952   |   |   |   |    |     |   |   |   |   |
|        |   |   |   | 21 |     |   |   |   |   |
| 1953   |   |   |   |    |     |   |   |   |   |
|        |   |   |   |    | DNF |   |   |   |   |

| Legende  | Legende            | Legende                                                          |
| Farbe    | Abkürzung          | Bedeutung                                                        |
| -------- | ------------------ | ---------------------------------------------------------------- |
| Gold     | –                  | Sieg                                                             |
| Silber   | –                  | 2. Platz                                                         |
| Bronze   | –                  | 3. Platz                                                         |
| Grün     | –                  | Platzierung in den Punkten                                       |
| Blau     | –                  | Klassifiziert außerhalb der Punkteränge                          |
| Violett  | DNF                | Rennen nicht beendet (did not finish)                            |
| Violett  | NC                 | nicht klassifiziert (not classified)                             |
| Rot      | DNQ                | nicht qualifiziert (did not qualify)                             |
| Rot      | DNPQ               | in Vorqualifikation gescheitert (did not pre-qualify)            |
| Schwarz  | DSQ                | disqualifiziert (disqualified)                                   |
| Weiß     | DNS                | nicht am Start (did not start)                                   |
| Weiß     | WD                 | zurückgezogen (withdrawn)                                        |
| Hellblau | PO                 | nur am Training teilgenommen (practiced only)                    |
| Hellblau | TD                 | Freitags-Testfahrer (test driver)                                |
| ohne     | DNP                | nicht am Training teilgenommen (did not practice)                |
| ohne     | INJ                | verletzt oder krank (injured)                                    |
| ohne     | EX                 | ausgeschlossen (excluded)                                        |
| ohne     | DNA                | nicht erschienen (did not arrive)                                |
| ohne     | C                  | Rennen abgesagt (cancelled)                                      |
| ohne     | keine WM-Teilnahme |                                                                  |
| sonstige | P/fett             | Pole-Position                                                    |
| sonstige | 1/2/3/4/5/6/7/8    | Punktplatzierung im Sprint-/Qualifikationsrennen                 |
| sonstige | SR/kursiv          | Schnellste Rennrunde                                             |
| sonstige | *                  | nicht im Ziel, aufgrund der zurückgelegten Distanz aber gewertet |
| sonstige | ()                 | Streichresultate                                                 |
| sonstige | unterstrichen      | Führender in der Gesamtwertung                                   |